# Florilegus fulvipes
Florilegus fulvipes är en biart som först beskrevs av Smith 1854.  Florilegus fulvipes ingår i släktet Florilegus och familjen långtungebin. Inga underarter finns listade i Catalogue of Life.